# Bill Camp
William "Bill" Camp (Massachusetts, 13 de octubre de 1961) es un actor estadounidense de cine, teatro y televisión. Es más conocido por interpretar el papel de "Vampiro" en la película Sonido de libertad (2023) y papeles de reparto en películas como Lincoln (2012), 12 Years a Slave (2013), Love & Mercy (2015), Loving (2016), Molly's Game (2017), Vice (2018), Wildlife (2018) y Joker (2019), al igual que en las miniseries The Night Of y The Outsider.

## Filmografía

### Cine
| Año  | Título                                          | Papel                | Director(a)           |
| ---- | ----------------------------------------------- | -------------------- | --------------------- |
| 1990 | Reversal of Fortune                             | Bill                 | Barbet Schroeder      |
| 1997 | In & Out                                        | Invitado a la fiesta | Frank Oz              |
| 1998 | Rounders                                        | Eisenberg            | John Dahl             |
| 2005 | The Dying Gaul                                  | Malcolm              | Craig Lucas           |
| 2007 | Reservation Road                                | Policía              | Terry George          |
| 2008 | The Guitar                                      | Wilder               | Amy Redford           |
| 2008 | Deception                                       | Clancey Controller   | Marcel Langenegger    |
| 2009 | Enemigos públicos                               | Frank Nitti          | Michael Mann          |
| 2010 | Tamara Drewe                                    | Glen McGreavey       | Stephen Frears        |
| 2012 | Compliance                                      | Van                  | Craig Zobel           |
| 2012 | Lawless                                         | Sheriff Hodges       | John Hillcoat         |
| 2012 | Lincoln                                         | Sr. Jolly            | Steven Spielberg      |
| 2013 | 12 Years a Slave                                | Radburn              | Steve McQueen         |
| 2013 | The Maid's Room                                 | Sr. Crawford         | Michael Walker        |
| 2014 | Birdman or (The Unexpected Virtue of Ignorance) | Hombre loco          | Alejandro G. Iñárritu |
| 2014 | Love & Mercy                                    | Murry Wilson         | Bill Pohlad           |
| 2015 | Aloha                                           | Bob Largent          | Cameron Crowe         |
| 2015 | Black Mass                                      | John Callahan        | Scott Cooper          |
| 2016 | Midnight Special                                | Doak                 | Jeff Nichols          |
| 2016 | Loving                                          | Frank Beazley        | Jeff Nichols          |
| 2016 | Jason Bourne                                    | Malcolm Smith        | Paul Greengrass       |
| 2016 | Gold                                            | Hollis Dresher       | Stephen Gaghan        |
| 2017 | Crown Heights                                   | William Robedee      | Matt Ruskin           |
| 2017 | The Killing of a Sacred Deer                    | Matthew Williams     | Yorgos Lanthimos      |
| 2017 | The Only Living Boy in New York                 | Buster               | Marc Webb             |
| 2017 | Hostiles                                        | Jeremiah Wilks       | Scott Cooper          |
| 2017 | Molly's Game                                    | Harlan Eustice       | Aaron Sorkin          |
| 2017 | Woman Walks Ahead                               | General Crook        | Susanna White         |
| 2018 | Wildlife                                        | Warren Miller        | Paul Dano             |
| 2018 | Red Sparrow                                     | Marty Gable          | Francis Lawrence      |
| 2018 | Skin                                            | Fred "Hammer" Krager | Guy Nattiv            |
| 2018 | The Land of Steady Habits                       | Donny O'Connell      | Nicole Holofcener     |
| 2018 | Vice                                            | Gerald Ford          | Adam McKay            |
| 2019 | Native Son                                      | Henry Dalton         | Rashid Johnson        |
| 2019 | The Kitchen                                     | Alfonso Coretti      | Andrea Berloff        |
| 2019 | Joker                                           | Detective Garrity    | Todd Phillips         |
| 2019 | Dark Waters                                     | Wilbur Tennant       | Todd Haynes           |
| 2020 | News of the World                               | Mr. Branholme        | Paul Greengrass       |
| 2021 | Sound of Freedom                                | Batman               | Alejandro Monteverde  |
| 2021 | With/In                                         |                      | Elizabeth Marvel      |
| 2021 | Passing                                         | Hugh Wentworth       | Rebecca Hall          |
| 2023 | El estrangulador de Boston                      | Edmund McNamara      | Matt Ruskin           |
| 2023 | Drive-Away Dolls                                | Curlie               | Ethan Coen            |
| 2023 | Sonido de libertad                              | Vampiro              | Alejandro Monteverde  |
| 2023 | The Burial                                      | Raymond Loewen       | Maggie Betts          |

### Televisión
| Año       | Título                       | Papel                     | Notas        |
| --------- | ---------------------------- | ------------------------- | ------------ |
| 1990      | Great Performances           | Marcellus                 | 1 episodio   |
| 1994      | New York Undercover          | Bronski                   | 1 episodio   |
| 1995      | New York News                |                           | 1 episodio   |
| 1999–2004 | Law & Order                  | Denny Rogis / Barney Rade | 2 episodios  |
| 2000      | The Great Gatsby             | Wilson                    | Telefilme    |
| 2003      | Joan of Arcadia              | Painter God               | 1 episodio   |
| 2005      | Law & Order: Criminal Intent | Mickey                    | 1 episodio   |
| 2008      | Brotherhood                  | Agente Jarvis             | 3 episodios  |
| 2011      | Boardwalk Empire             | Glenmore                  | 1 episodio   |
| 2011      | The Good Wife                | Daniel Clove              | 1 episodio   |
| 2012      | Damages                      | Samurai Seven/Hacker      | 6 episodios  |
| 2014–2015 | Manhattan                    | William Hogarth           | 5 episodios  |
| 2015–2017 | The Leftovers                | David Burton              | 4 episodios  |
| 2016      | The Night Of                 | Dennis Box                | 8 episodios  |
| 2018      | The Looming Tower            | Robert Chesney            | 8 episodios  |
| 2018      | The First                    | Aaron Shultz              | 1 episodio   |
| 2020      | The Outsider                 | Howard Salomon            | 10 episodios |
| 2020      | Forensic Files II            | Narrador                  |              |
| 2020      | Monsterland                  | Stan                      | 1 episodio   |
| 2020      | The Queen's Gambit           | Sr. William Shaibel       | 4 episodios  |

## Premios y nominaciones

### Premios Emmy
| Año  | Categoría                                      | Trabajo nominado | Resultado |
| ---- | ---------------------------------------------- | ---------------- | --------- |
| 2017 | Mejor actor de reparto - Miniserie o telefilme | The Night Of     | Nominado  |

### Premios Tony
| Año  | Categoría                                    | Trabajo nominado | Resultado |
| ---- | -------------------------------------------- | ---------------- | --------- |
| 2016 | Mejor actor de reparto en una obra de teatro | The Crucible     | Nominado  |